# Burgund sisak
A burgund sisak (armet) a kései lovagkor sisaktípusa. A lovagi tornákon használták. A teljes lovagi fémvértezet része volt. Valószínűleg Olaszországban alakult ki a 15. században a hundsgugelből. Zárható pántos sisak volt.

## Jellemzői
Az armetet gyakran tévesztik össze a zárt sisakkal. Míg a zárt sisak (vö. a mellékelt alsó képen) teljes vizorral, valamint nyak-áll védővel rendelkezett és reteszekkel erősítették a sisakhoz, addig az armetet csuklópántos arcrésszel rendelkezett, mely hátrafelé nyílt ki.
A legnépszerűbb a 15-16. században volt, amikor a lovagok lemezpáncélt viseltek a csatában.
Leginkább Itáliában, Franciaországban és Spanyolországban használták, míg Nyugat-Európában és Angliában a sallert részesítették előnyben. Az első olyan viszonylag könnyű sisak volt, mely teljesen befedte a fejet és a nyak mozgatásával együtt forgott. Körbefogta a nyakat, az arcrésze jellegzetesen előre ugró sisakrostéllyal volt ellátva. A nyakvédőt szíjjal csatolták a páncélhoz. A kör alakú védőpánt a nyakat és a vállat védte.

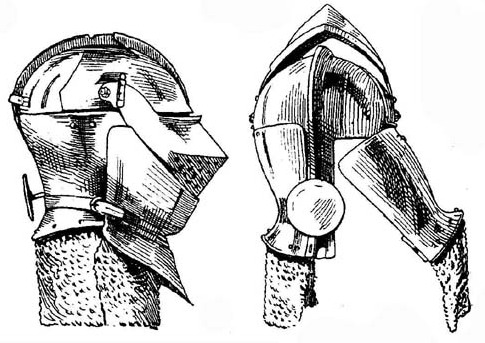
A 15. századi klasszikus olasz armet szerkezete
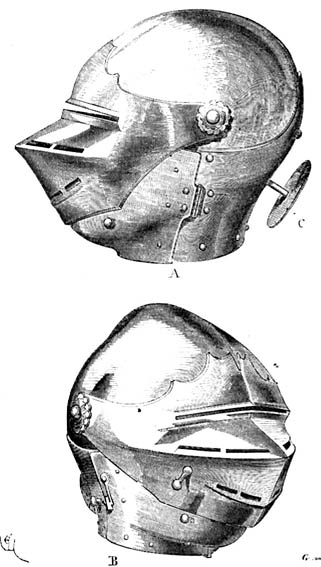
Firenzei zárt sisak, mely másképp nyitható ki, mint a klasszikus armet

## A heraldikában
Néha előfordul címersisakként sisakdísszel ellátva. Ebből alakult ki a heraldikai sisak, mely a 17. században jelent meg és csak a címertanban fordul elő. Egyes változatai kettős rostéllyal és egy alsó kengyellel is rendelkeztek. Az olasz nemesi címerek heraldikai sisakjai számára azt is előírták, hogy a vizir felső részének zárva, az alsónak nyitva kell lennie. Angliában a pántos sisakra hasonlító, de sisakrostéllyal ellátott sisak (en: barriers helm, helm with an opening) a
baronetek és a lovagok számára volt fenntartva. Mivel a baronet címet 1611-ben hozták létre, ez a korabeli sisakfajta (melyet 1600 körül vettek használatba) megfelelőnek tűnt a rangjuk jelölésére.